# Drake-Brockmania
Drake-Brockmania is een geslacht uit de grassenfamilie (Poaceae). De soort Drake-Brockmania somalensis komt voor in Oost-Afrika. Een andere soort is Drake-Brockmania haareri.